# Decade of Decadence
Decade Of Decadence '81-'91 es un álbum de Mötley Crüe publicado el 19 de octubre de 1991. Es el sexto disco de la banda y el primer recopilatorio de los varios que han publicado a lo largo de su carrera. Contiene siete de los mayores éxitos del grupo hasta la fecha, dos remezclas ("Live Wire"y "Piece Of Your Action"), una nueva versión ("Home Sweet Home '91"), una canción perteneciente a un álbum a beneficio ("Teaser"), una canción perteneciente a una banda sonora ("Rock N' Roll Junkie"), una versión inédita ("Kickstart My Heart" en vivo en Dallas, Texas) y tres canciones nuevas grabadas especialmente para este recopilatorio ("Primal Scream", "Angela" y Anarchy in the U.K."). En las sesiones de grabación de los temas nuevos para este disco, se llegaron a registrar en demo dos canciones más: "Hell On High Heels" y "Punched In The Teeth By Love", siendo ésta última la escogida inicialmente para ser lanzada como single, pero fue dejada de lado y se grabó "Anarchy In The U.K." en su lugar. "Hell On High Heels" y "Punched In The Teeth By Love" fueron finalmente grabadas 9 años más tarde, para su octavo disco de estudio "New Tattoo".
La versión rehecha de "Home Sweet Home" alcanzó el 37.º lugar en el Billboard 200, mientras que su versión original había alcanzado el 89.º en 1985.
Este disco está actualmente fuera de catálogo puesto que fue sustituido por Greatest Hits en 1998.

## Lista de canciones
1. "Live Wire" [Kick Ass '91 Remix] (Nikki Sixx) - 3:16
2. "Piece Of Your Action" [Screamin' '91 Remix] (Vince Neil, Sixx) - 4:39
3. "Shout at the Devil" (Sixx) - 3:14
4. "Looks That Kill" (Sixx) - 4:08
5. "Home Sweet Home ['91 Remix]" (Neil, Sixx, Tommy Lee) - 4:01
6. "Smokin' in the Boys Room" (Cub Koda, Michael Lutz) - 3:27
7. "Girls, Girls, Girls" (Mick Mars, Sixx, Lee) - 4:29
8. "Wild Side" (Neil, Sixx, Lee) - 4:40
9. "Dr. Feelgood" (Mars, Sixx) - 4:48
10. "Kickstart My Heart" [Live in Dallas, Texas] (Sixx) - 4:57
11. "Teaser" (Tommy Bolin, Jeff Cook) - 5:16
12. "Rock N' Roll Junkie" (Mars, Sixx, Lee) - 4:01
13. "Primal Scream" (Neil, Mars, Sixx, Lee) - 4:46 **Inédita
14. "Angela" (Neil, Mars, Sixx, Lee) - 3:54
15. "Anarchy in the U.K." (Johnny Rotten, Steve Jones, Glen Matlock, Paul Cook) - 3:20

- Datos: Q2609830